# Weeton with Preese
Weeton with Preese is een plaats en civil parish in het bestuurlijke gebied Fylde, in het Engelse graafschap Lancashire met 1.096 inwoners.